# Armada Nacional Jemer
La Armada Nacional Jemer (en jemer: កងទ័ពជើងទឹកជាតិខ្មែរ) fue el componente naval de las Fuerzas Armadas Nacionales Jemeres, el ejército oficial de la República Jemer durante la guerra civil camboyana entre 1970 y 1975.

## Historia

### Inicio
La Armada Real Jemer (ARJ) fue establecida oficialmente el 1 de marzo de 1954 para realizar patrullas limitadas de la costa marítima y las aguas territoriales de Camboya, monitoreando la seguridad de sus principales puertos de aguas profundas y vías fluviales. La ARJ se formó con una fuerza inicial de sólo 600 oficiales y marineros, bajo la autoridad del capitán Pierre Coedes, un oficial naval de ascendencia mixta franco-camboyana, que actuaba como jefe de operaciones navales. La Armada jemer tenía un puñado de buques de la Segunda Guerra Mundial, antiguos buques de la Armada francesa transferidos a Camboya al final de la guerra de Indochina: Barcos patrulleros de fabricación francesa, lanchas de desembarco (LCVP) y lanchas de desembarco mecanizadas (LCM) de fabricación estadounidense. 

### Primera fase de expansión 1955-1964
La Armada Real Jemer (ARJ) fue reforzada por el componente naval y fluvial de la Cuerpo Expedicionario Francés en Extremo Oriente (CEFEO). La ARJ recibió entrenamiento, asistencia técnica y material principalmente de Francia y Estados Unidos. Inicialmente, el servicio naval camboyano continuó expandiéndose rápidamente bajo los auspicios franceses de 1955 a 1957. Una misión militar francesa a Camboya ayudó a renovar las instalaciones portuarias y construir otras nuevas, proporcionó asistencia técnica y programas de capacitación, y supervisó las entregas de material militar. La ARJ también comenzó a recibir asistencia adicional del programa de ayuda del Grupo Asesor de Asistencia Militar (GAAM), establecido en Nom Pen desde junio de 1955.
La pequeña base de Chrui Chhangwar fue modernizada y ampliada con un nuevo muelle diseñado para dar cabida a grandes buques fluviales, y una escuela de entrenamiento naval fue establecida en enero de 1955 para capacitar a las tripulaciones de los barcos. En ese momento, la ARJ no tenía una academia naval, por lo que los cadetes navales jemeres eran enviados a Francia para asistir a cursos avanzados para oficiales en la Escuela Naval de Francia, ubicada en la región de la Bretaña francesa.
Se construyó una nueva base naval costera en Ream, en la provincia de Kampot, cerca de la recién construida ciudad portuaria de Sihanoukville (rebautizada como Kampong Som en 1970), equipada con un muelle flotante. La pequeña flota de superficie de la Armada de Camboya fue incrementada con la incorporación de buques marítimos y fluviales estadounidenses donados por el gobierno francés. En el marco del programa de ayuda del GAAM, la Armada de Camboya recibió embarcaciones de desembarco (LCU) y lanchas de salvamento de combate, armadas con ametralladoras pesadas Browning M2 de 12.7 mm y lanchas de desembarco LCM-8.

### Años de neutralidad 1964-1970
En noviembre de 1963, la fuerza de la ARJ había aumentado a 1200 hombres y marineros bajo el mando del capitán de operaciones navales Pierre Coedes, hasta agosto de 1969, cuando fue reemplazado por el comandante Vong Sarendy. 
Sin embargo, su expansión constante terminó el 20 de noviembre de 1963, cuando el príncipe Norodom Sihanouk canceló la ayuda estadounidense, en respuesta al golpe de Estado contra el presidente de Vietnam del Sur, Ngô Đình Diệm, y el 15 de enero de 1964, el programa de ayuda estadounidense GAAM fue suspendido cuando el Reino de Camboya adoptó una política de neutralidad.
Al ser privada del apoyo estadounidense, la ARJ siguió dependiendo de la misión militar francesa para recibir asistencia y entrenamiento para su personal naval. 
Entre 1965 y 1969, la RP China entregó tres lanchas cañoneras de la clase Yulin, mientras que Francia suministró lanchas de desembarco.
Al igual que otras ramas de las FARJ en ese momento, las capacidades militares de la Armada camboyana a fines de la década de 1960 seguían siendo débiles, y las misiones que desempeñaba eran las de una policía fluvial o una fuerza de guardacostas en tiempos de paz. Por lo tanto, las actividades de la ARJ se limitaron a realizar patrullas interiores en los ríos Mekong y Tonle Sap, mientras que las operaciones en alta mar se limitaban a llevar a cabo patrullas costeras en el Golfo de Tailandia.

### Organización de la flota antes de 1970
La fuerza de la MRJ en febrero de 1970, era de unos 1600 hombres y marineros bajo el mando del comandante Vong Sarendy, quien dirigía una pequeña flota formada por dos flotillas (una marítima y otra fluvial) y un escuadrón de entrenamiento: 
- La Fuerza de Patrulla Fluvial (FPF), con sede en la base naval de Chrui Chhangwar, operaba lanchas de desembarco de infantería, cañoneras fluviales, lanchas cañoneras de defensa portuaria, lanchas LCT, lanchas LCM y LCVP.

- La Fuerza de Patrulla Marítima (MPF), ubicada en la Base Naval de Ream, empleaba diversas embarcaciones de desembarco, cañoneras de apoyo costero, buques cazasubmarinos estadounidenses PC-461, cañoneras chinas de la clase Yulin, botes salvavidas estadounidenses, una lancha LCT francesa, remolcadores ligeros estadounidenses, además de algunas embarcaciones de desembarco LCM.

- El escuadrón de entrenamiento, asignado a la escuela de entrenamiento naval ubicada en Chrui Chhangwar, tenía lanchas LCM y LCVP empleadas con fines de entrenamiento.

El inventario de la Armada jemer también incluía una pequeña cantidad de embarcaciones fluviales y marítimas incautadas mientras se adentraban en territorio camboyano. Las embarcaciones capturadas incluían lanchas de desembarco, lanchas LCVP y varios barcos pesqueros civiles tailandeses, incautados después de haber sido arrastrados hacia la costa camboyana por una tormenta. Las principales bases navales estaban situadas en la península de Chrui Chhangwar, que albergaba el cuartel general de la ARJ y la escuela de entrenamiento naval. 
La flotilla fluvial estaba ubicada en Nom Pen y en Ream. El cuerpo de infantería naval jemer estaba formado por varios batallones de fusileros navales que realizaban misiones de defensa costera, y por varias unidades de buzos de combate que realizaban operaciones de rescate, limpieza de obstáculos y demoliciones submarinas.

### Reorganización entre los años 1970 y 1972
La Armada camboyana fue renombrada Armada Nacional Jemer (ANJ) el 9 de octubre de 1970, y fue la encargada de escoltar a los convoyes de suministro del Río Mekong. Estas operaciones se llevaron a cabo en colaboración con la Fuerza Aérea Nacional Jemer (FANJ) que comenzó a ofrecer cobertura aérea a los convoyes de la ANJ, desde mediados de 1971, equipada con aviones de ataque a tierra y apoyo aéreo cercano Douglas AC-47 Spooky y Helio AU-24 Stallion. 
La Armada también proporcionó apoyo logístico, transporte de tropas y evacuación de heridos, a las fuerzas terrestres camboyanas. 
Poco después del golpe de Estado de marzo de 1970, la misión militar francesa suspendió la cooperación con las fuerzas armadas camboyanas, privando a la ANJ de entrenamiento y asistencia técnica. Durante esta fase, la ANJ recibió asistencia de la Armada de Vietnam del Sur, que brindó una amplia protección a los convoyes de navegación comercial fluvial, y ayudó a patrullar la costa camboyana para evitar los intentos de infiltración de la Armada de Vietnam del Norte. 
La ANJ experimentó un importante programa de reorganización a finales de 1970, con la creación de dos áreas operativas: una región fluvial con sede en Chrui Chhangwar, y una región marítima con sede en Ream, a mediados de 1971, se estableció en la provincia de Kandal, entre la capital camboyana y la frontera de Vietnam del Sur, la región del río Mekong.
La Fuerza de patrulla marítima y el escuadrón de entrenamiento, no se vieron afectados por estos cambios, aunque la Fuerza de patrulla fluvial, fue reorganizada en tres escuadrones (División de Patrulla Fluvial, División de Asalto y Grupo de Apoyo Logístico). Estas nuevas formaciones, junto con los Batallones de Infantería Naval, estaban bajo el mando directo del comandante Vong Sarendy, quien a su vez reportaba directamente al jefe del estado mayor conjunto de las FANJ. 
Dado que a finales de 1971, la ANJ recientemente se había reestructurado y había adquirido suficiente experiencia para iniciar sus propias operaciones de escolta y patrulla de combate, se consideró necesario ampliar sus activos navales e instalaciones de apoyo, así como sus instalaciones de entrenamiento naval, se modernizaron aún más las dos bases navales preexistentes, y se establecieron dos bases fluviales más en el corredor inferior del río Mekong, en Neak Leung, y en la capital provincial de Kampong Chhnang, en el río Tonle Sap. A finales de 1971 fue establecida una escuela de oficiales navales en Chrui Chhangwar para entrenar a los oficiales cadetes. Fue instalado un centro de entrenamiento que ofrecía cursos especializados para rangos subalternos al sur de la capital camboyana. La sede de la ANJ fue reubicada desde el antiguo barco "La Payotte", hasta la base de Chrui Chhangwar, en Nom Pen, donde estuvo estacionada temporalmente en un edificio del área del mercado central de Nom Pen, antes de mudarse el mismo año a una instalación militar permanente ubicada en el antiguo recinto de la misión militar francesa en el bulevar Norodom, en Wat Nom.
En enero de 1972, la ANJ había crecido hasta llegar a tener 5500 hombres, incluidos 430 oficiales, aunque sólo 23 de ellos tenían el rango de comandante, y algunos mostraban síntomas de fatiga de combate, para aliviar este problema, 14 oficiales camboyanos fueron enviados a los Estados Unidos para asistir a cursos avanzados en varias instituciones de entrenamiento naval estadounidense. Ocho estudiantes asistieron a la Academia Naval de los Estados Unidos en Annapolis, mientras que dos oficiales superiores asistieron a la Escuela de Guerra Naval, y a la Escuela del cuerpo de abastecimiento de la Armada; cuatro estudiantes asistieron a la Escuela de tácticas para embarcaciones pequeñas, ubicada en el Astillero Naval de la Isla Mare, al Mando de guerra especial naval de los Estados Unidos, y a la Base naval anfibia de Coronado, en San Diego (California).

### Defensa Portuaria y Operaciones Especiales
Después de varios ataques a buques mercantes anclados en la base naval de Chrui Chhangwar a principios de 1972, el mando de la ANJ creó una unidad de defensa portuaria del tamaño de un regimiento, los comandos de choque, para proteger las instalaciones del puerto, equipados con una variedad de armas pequeñas soviéticas. El primer batallón de mando de choque y el segundo batallón de mando de choque, con base en Chrui Chhangwar y Ream respectivamente, recibieron apoyo en sus funciones por la infantería naval jemer, que realizó patrullas fluviales. A mediados de 1973 se estableció una unidad de SEALs entrenada por Estados Unidos, empleada en misiones de reconocimiento, a lo largo de las orillas del río Mekong, y como tropas de choque durante las operaciones anfibias del Comando de Operaciones Anfibias.

### Mando de la flota
El mando naval de Camboya fue colocado bajo la autoridad del jefe de operaciones navales de la ANJ, quien era responsable de la preparación de todos los buques marítimos y fluviales. El mando fue entregado a las fuerzas armadas camboyanas, en febrero de 1975. Sobre el terreno, los dos comandantes regionales tomaron el control de las operaciones navales y anfibias en sus respectivas regiones, y los buques bajo su mando operaron desde los siguientes puertos interiores o costeros: 
- Región marítima: Ream/Kampong Som/Krong Koh Kong/Krong Kep

- Región fluvial: Chrui Chhangwar/Kampong Chhnang/Kampong Cham.

- Región del Mekong; Nom Pen/Neak Leung.

### Expansión (1973-1974)
En 1970, la Armada de Camboya sólo contaba con unos pocos buques operativos, incluidos barcos cazasubmarinos PC-461, lanchas de desembarco y unos pocos juncos pesqueros armados para patrullar la costa y las vías fluviales. Ese mismo año, bajo los auspicios del programa de asistencia militar de Camboya, la ANJ comenzó a recibir embarcaciones fluviales y marítimas de fabricación estadounidense, después de que la Armada de los Estados Unidos entregara varias unidades a sus aliados del sudeste asiático, bajo la política de jemerización. Las entregas se aceleraron en febrero de 1972, y continuaron durante 1973, lo que permitió a la ANJ estandarizar su equipamiento estadounidense, y retirar gradualmente del servicio activo algunos de sus equipos obsoletos y desgastados franceses, chinos y soviéticos. La ANJ también recibió ayuda material de la Armada Real Tailandesa, varias lanchas motoras fueron entregadas en 1971.
La ANJ fue ampliada en diciembre de 1973, y pasó a tener unos 14 000 efectivos, la fuerza militar alcanzó finalmente un total de 16 500 hombres y mujeres en septiembre de 1974, las tropas estaban bajo el mando del jefe de operaciones navales Vong Sarendy, un tercio de su personal fue asignado a la infantería naval. Los aproximadamente 10 000 marineros y navegantes restantes, tripulaban los buques de la flota de superficie, estos eran buques de diversos tipos, aunque la flota estaba formada principalmente por buques de patrulla costera y lanchas de desembarco.

### Fin de la Armada jemer (1975)
Las pérdidas totales de la Armada de Camboya, fueron una cuarta parte de sus barcos, el 70% por ciento de sus marineros murieron o resultaron heridos en acción. El personal restante de la ANJ no pudo abandonar Camboya, y no tuvo más opción que rendirse. La mayoría de ellos fueron finalmente fusilados por pelotones de fusilamiento de los Jemeres Rojos, y sus cuerpos fueron arrojados en fosas poco profundas excavadas en zonas boscosas cerca de instalaciones navales; Otros fueron enviados a ser "reeducados" en los campos de trabajo (conocidos como los campos de la muerte), donde permanecieron hasta el final de la guerra entre Camboya y Vietnam de 1978-1979. Los Jemeres Rojos lograron apoderarse de una parte intacta de la flota para crear la Armada de la Kampuchea Democrática (1975-1979); Los demás barcos, tanto marítimos como fluviales, fueron encontrados dañados sin posibilidad de reparación, hundidos por fuego enemigo o hundidos por sus propias tripulaciones. Algunos buques patrulleros de la Armada camboyana se perdieron durante el incidente de Mayagüez, en mayo de 1975, en el que una de las embarcaciones fue hundida por un avión de combate Lockheed AC-130 de la Fuerza Aérea de los Estados Unidos. A pesar de los problemas de mantenimiento y la escasez de piezas de repuesto, las lanchas patrulleras costeras y las lanchas patrulleras fluviales, se mantuvieron en servicio en las bases navales de Ream y Chrui Chhangwar hasta febrero de 1979, cuando la Armada jemer fue neutralizada por el Ejército Popular de Vietnam.

## Embarcaciones
| Nombre                  | Imagen             | Origen             | Tipo                            | Fabricante                                              | Unidades           |
| Buques patrulleros      | Buques patrulleros | Buques patrulleros | Buques patrulleros              | Buques patrulleros                                      | Buques patrulleros |
| ----------------------- | ------------------ | ------------------ | ------------------------------- | ------------------------------------------------------- | ------------------ |
| PT Boat                 |                    | Estados Unidos     | Buque patrullero                | ElcoHigginsHuckins                                      | 2                  |
| Bote Patrullero Fluvial |                    | Estados Unidos     | Buque patrullero                | Uniflite                                                | 40                 |
| PCF                     |                    | Estados Unidos     | Buque patrullero                | Sewart Seacraft                                         | 17                 |
| Cazasubmarinos          |                    |                    |                                 |                                                         |                    |
| PC-461                  |                    | Estados Unidos     | Cazasubmarinos                  | George Lawley and SonsLeathem D. Smith Shipbuilding Co. | 2                  |
| Lanchas de desembarco   |                    |                    |                                 |                                                         |                    |
| LCVP                    |                    | Estados Unidos     | Lancha de desembarco            | Higgins Industries                                      | 2                  |
| LCM-8                   |                    | Estados Unidos     | Lancha de desembarco mecanizada | Marinette Marine Corporation                            | 5                  |